# Koń heski

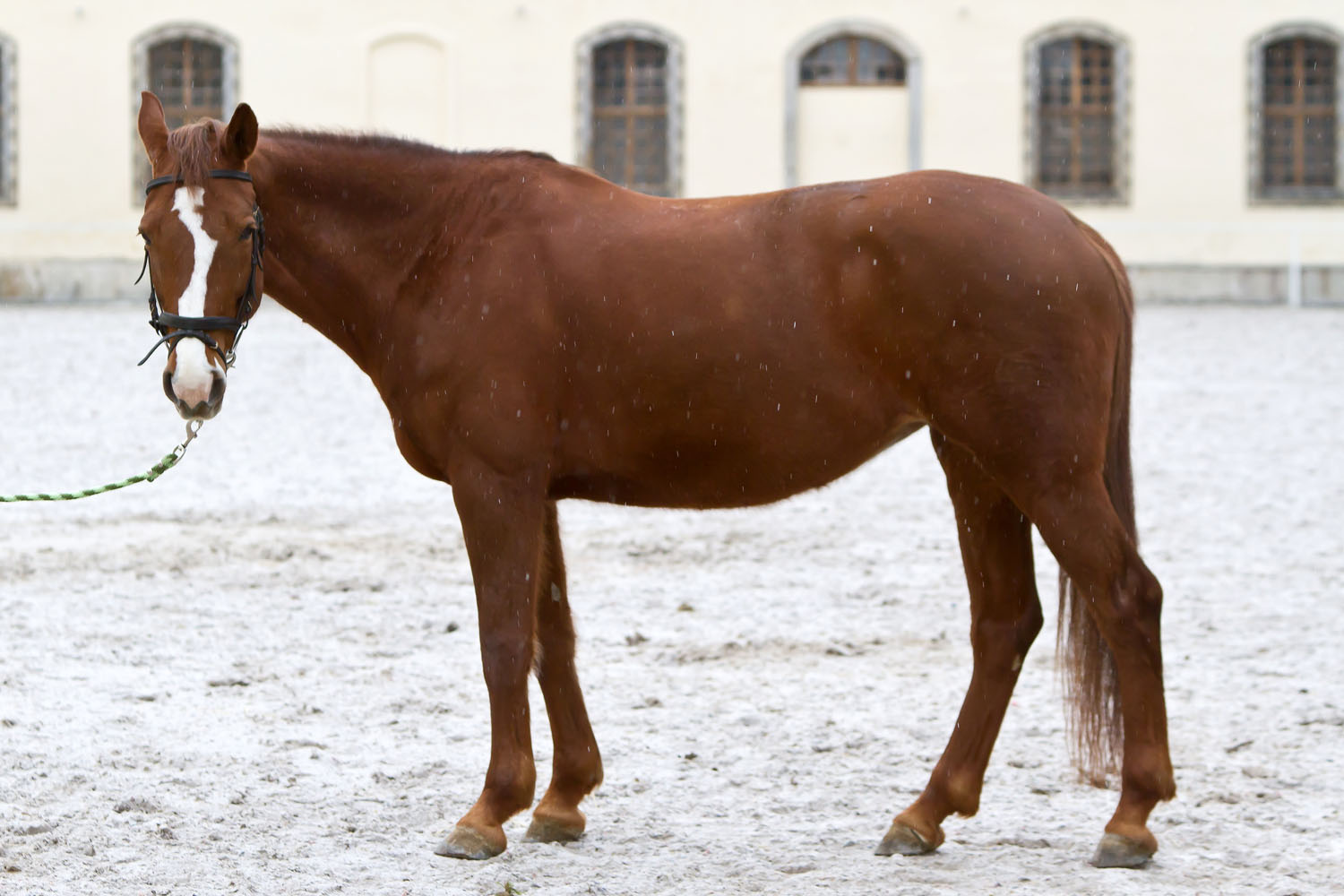
Koń heski

Koń heski – koń w sportowym typie, o mocnych kończynach. Występują wszystkie maści podstawowe. Znakowane piętnem.
Działająca do dziś stadnina krajowa w Dillenburgu powstała w 1770 r. jako stadnina dworska. Początkowo hodowano tu ciężkie konie robocze, wprowadzając często krew oldenburską i wschodniofryzyjską. W 1962 r. rozpoczęto hodowlę ukierunkowaną na uzyskanie nowoczesnych koni do sportu jeździeckiego, zwłaszcza do ujeżdżenia i skoków przez przeszkody. W tym celu krzyżowano je nie tylko z pełną krwią angielską, ale także z rasą hanowerską i westfalską. Wywarły one duży wpływ na konie heskie. Następnie powrócono do używania ogierów holsztyńskich, oldenburskich, co powiększyło kaliber tych koni. Dzisiejsze konie z Dillenburga są rozpowszechnione w prywatnej hodowli na wsi.
Wysokość w kłębie: 160 - 170 cm.